# Goodbye gentle land
『Goodbye gentle land』（グッバイ・ジェントルランド）は、1987年5月21日に発売されたECHOES4枚目のアルバム。

## 概要
スーパーバイザーの須藤晃の述懐によると、辻仁成が電話で須藤にGentle Landを歌ったときに須藤は辻がジャングルランドと歌っているのをジェントルランドと聞き間違え、須藤は絶対にジェントルランドの方が良いと強引に押し切り、何日か後に辻からジェントルランドの方が皮肉っぽくて好きだと、映画っぽくしたいからタイトルはグッバイジェントルランドにしたと須藤に告げ完成したアルバムで、当時の辻はこのアルバムは「巷で流行っている応援歌に対するアラーム」と語り2000年の述懐では「メンタルな部分での世界観はこの作品が一番凄いと思う。僕の中では大切な詩集みたいになってますから…」と語る作品。
ECHOES解散時のパンフレットにデーモン閣下は「吾輩は『グッバイ・ジェントルランド』はロック史に残る名盤だと思っているゼィ！」とメッセージを残した。

## 収録曲
- 全曲 作詞・作曲：辻仁成

1. Hello Again
2. Bulldog
3. Gentle Land
4作目のシングル
8作目のシングルのC/W（リミックスバージョン）
10作目のシングルのC/W
4. Bazaar Instrumental
作曲：伊藤浩樹
5. Tonight
6. One Plus One
7. Air
8. Sandy
9. Let's Party
10. Red Sun
11. Good-bye Blue Sky

## 参加ミュージシャン
ECHOES
- ギター＆コーラス：伊藤浩樹[2]
- ドラムス＆コーラス：今川勉[2]
- ヴォーカル＆ギター：辻仁成[2]
- ベース＆コーラス：伊黒俊彦[2]
  - キーボード：横田龍一郎[2]
  - ギター：逆井治[2]

### Additional Musicians
- アルトサックス：スマイリー[2]
- パーカッション：中島オバヲ[2]
- コーラス：高橋ジャッキー香代子＆鈴木和美[2]
- シンセサイザーオペレーション：平石晴己[2]